# Armil·la

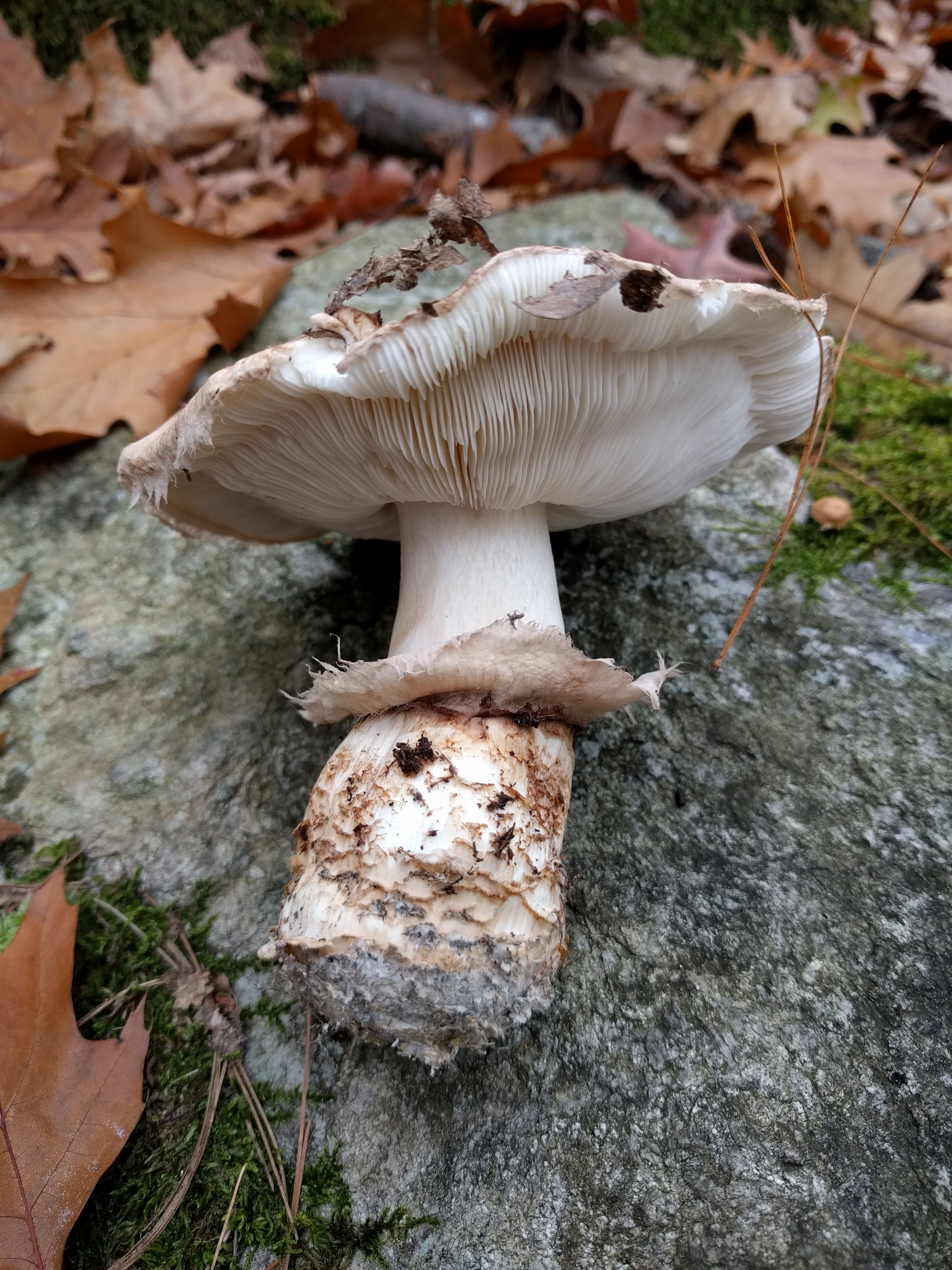
Armil·la o calça en el moreu o garlandí (Tricholoma caligatum)

En micologia, l'armil·la o calça és l'estructura en forma d'anell ascendent que es pot trobar a vegades en la cama o estípit d'alguns fongs.

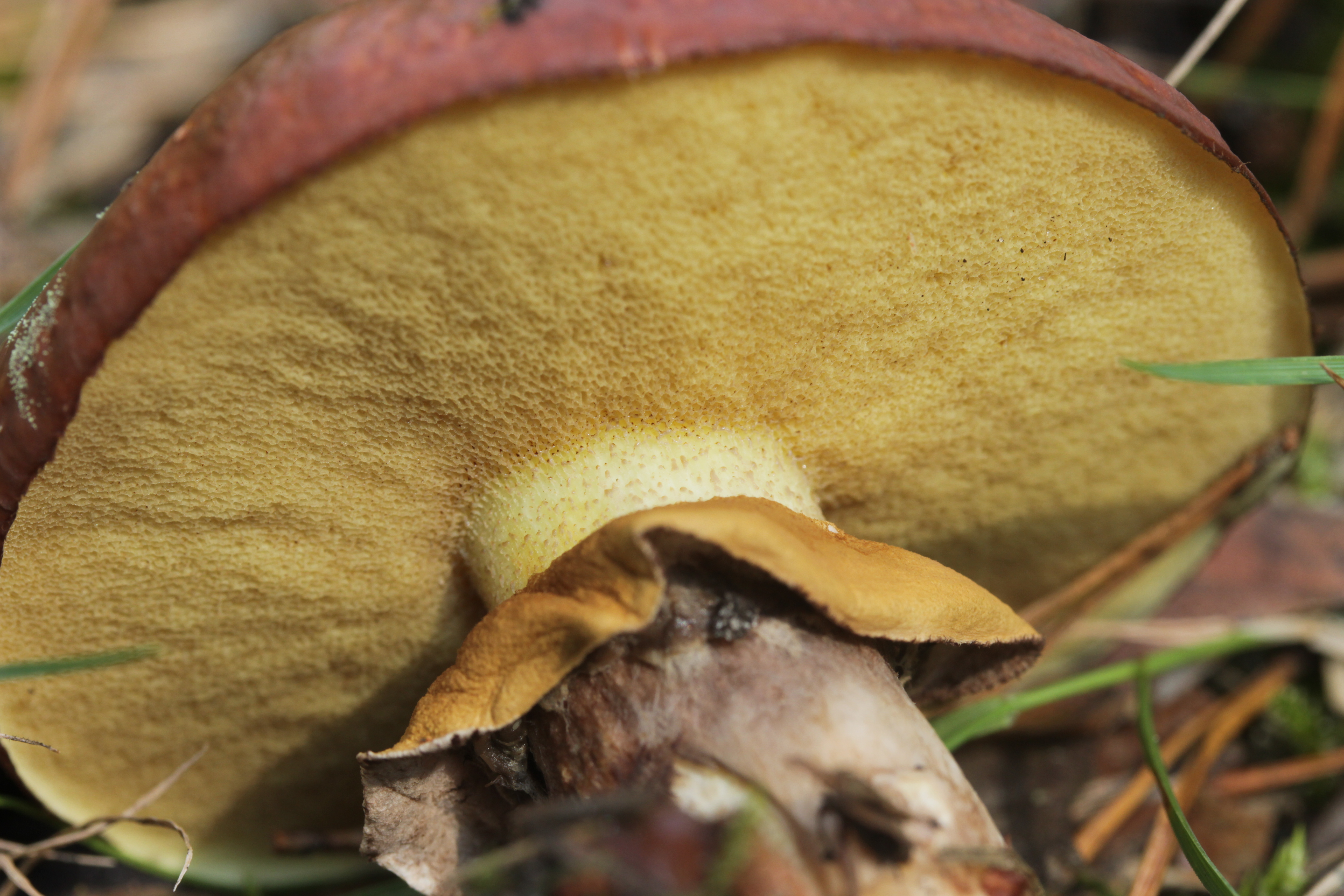
Calça o armil·la que recobreix la part inferior de la cama del molleric calçat (Suillus luteus) i constitueix un anell ínfer.

La calça representa les restes romanents del vel universal. Pot ser membranós, viscós o com una teranyina (cortina). En algunes espècies de bolets l'armil·la és persistent. En altres desapareix aviat deixant una resta sobre la cama que s'anomena zona anular.